# Crisis on Infinite Earths
A Crisis on Infinite Earths (’Végtelen világok krízise’) egy 1985–1986-os crossover képregénytörténet, melynek írója Marv Wolfman, rajzolója pedig George Pérez. A DC Comics tizenkét részes minisorozatának célja az volt, hogy megtisztítsa a kiadó képregényeink akkor már 55 éves közös világát. A Crisis on Infinite Earths eltörölte a „multiverzum” koncepcióját a DC kitalált világából, mely egyben olyan régi szereplők halálát is jelentette mint például Supergirl vagy Barry Allan, a második Flash. A történetet gyakran vízválasztóként szokták megnevezni a DC Comics kiadványaink történetében, mely az amerikai képregények bronzkorának végét és a modern korának kezdetét jelentette a kiadó számára.
A történet címét számos korábban megjelent crossover történet ihlette, melyek a kiadó multiverzumának különböző Földjein játszódtak, mint például a Crisis on Earth-Two (’Krízis a Föld-Kettőn’) és a Crisis on Earth-Three (’Krízis a Föld-Hármon’). Ezekkel a korábbi történetekkel ellentétben a Crisis on Infinite Earths jóval hosszabb volt és a DC szinte minden jelentős szuperhősét és egyéb szereplőjét felvonultatta a kiadó összes párhuzamos világából.